# Mœuvres
Mœuvres est une commune française située dans le département du Nord en région Hauts-de-France.
Ses habitants sont appelés les Mœuvriens, Mœuvriennes.

## Géographie

### Description
Moeuvres est un village rural picard du Nord situé à 15 km à l'ouest de Cambrai, 38 km au nord-ouest de Saint-Quentin, 25 km au nord de Péronne, 14 km au nord-est de Bapaume, 25 km au sud-est d'Arras
La commune est, avec Doignies et Boursies une enclave du département du Nord dans le Pas-de-Calais.
Elle se trouve dans le bassin de vie de Bapaume et la zone d'emploi de Cambrai.

### Communes limitrophes

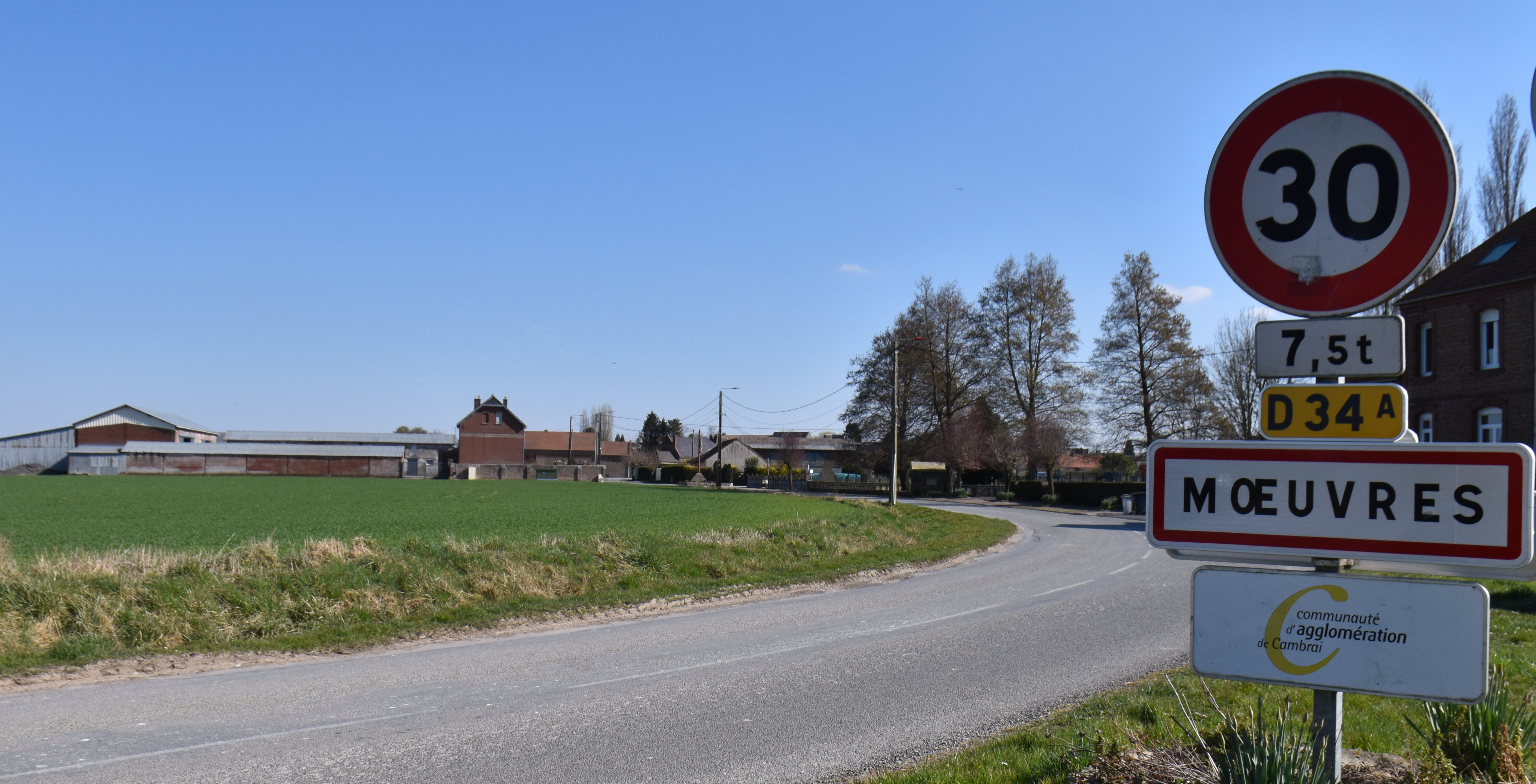
Une entrée de la commune.

| Inchy-en-Artois |         | Marquion                   |
|                 | Mœuvres | Bourlon                    |
| Boursies        |         | Graincourt-lès-Havrincourt |

### Hydrographie

#### Réseau hydrographique
La commune est située dans le bassin Artois-Picardie. Elle est drainée par la Moeuvres, l'Inchy-en-Artois,,.

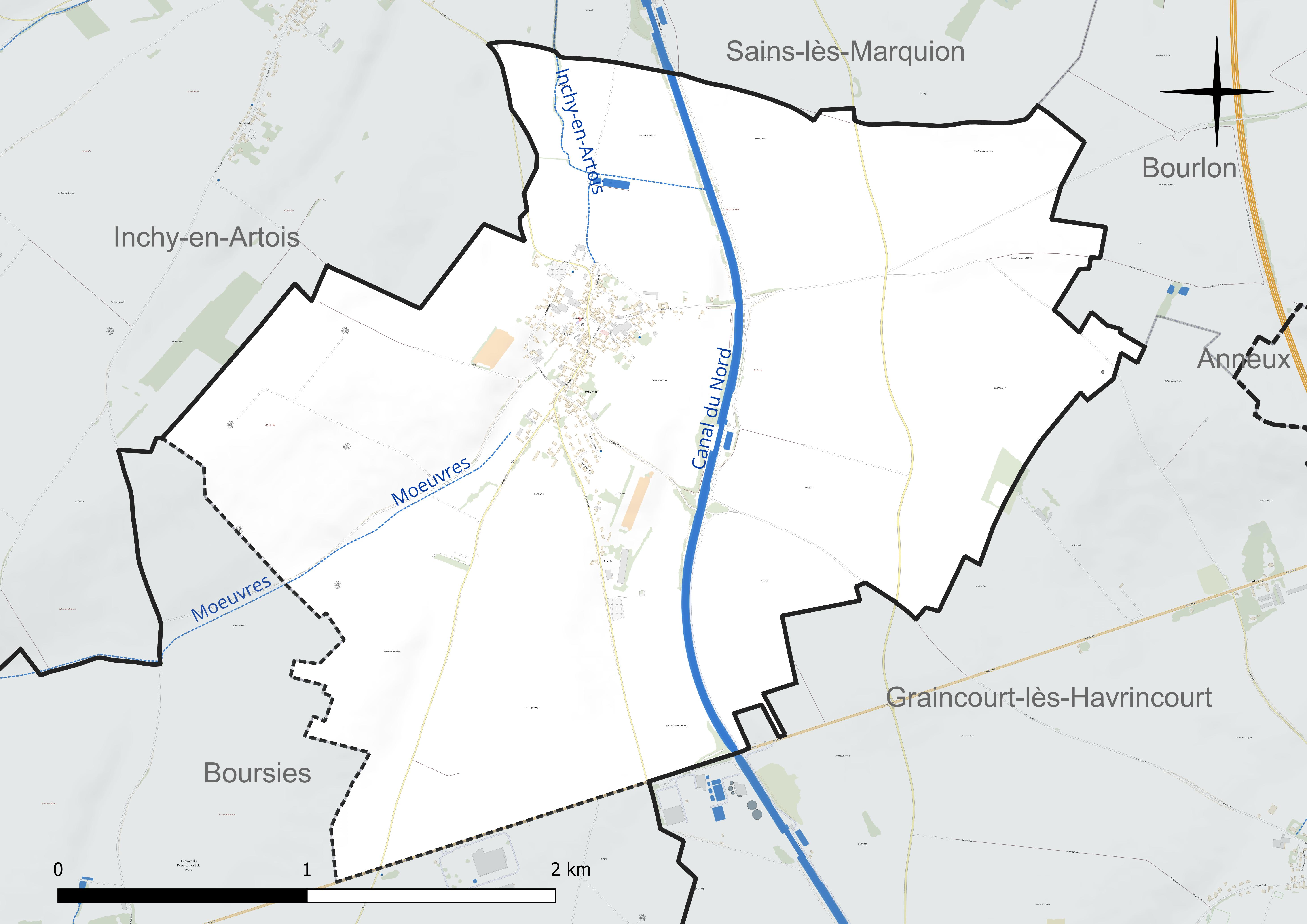
Réseau hydrographique de Mœuvres.

#### Gestion et qualité des eaux
Le territoire communal est couvert par le schéma d'aménagement et de gestion des eaux (SAGE) « Sensée ». Ce document de planification concerne un territoire de 857 km2 de superficie, délimité par le bassin versant de la Sensée. Le périmètre a été arrêté le 14 janvier 2023 et le SAGE proprement dit a été approuvé le 21 février 2020. La structure porteuse de l'élaboration et de la mise en œuvre est le syndicat mixte Escaut et Affluents (SyMEA).
La qualité des cours d'eau peut être consultée sur un site dédié géré par les agences de l'eau et l'Agence française pour la biodiversité.

### Climat
Pour des articles plus généraux, voir Climat des Hauts-de-France et Climat du Nord.
En 2010, le climat de la commune est de type climat océanique dégradé des plaines du Centre et du Nord, selon une étude du CNRS s'appuyant sur une série de données couvrant la période 1971-2000. En 2020, Météo-France publie une typologie des climats de la France métropolitaine dans laquelle la commune est exposée à un climat océanique et est dans la région climatique  Nord-est du bassin Parisien, caractérisée par un ensoleillement médiocre, une pluviométrie moyenne régulièrement répartie au cours de l'année et un hiver froid (3 °C).
Pour la période 1971-2000, la température annuelle moyenne est de 10,3 °C, avec une amplitude thermique annuelle de 14,6 °C. Le cumul annuel moyen de précipitations est de 667 mm, avec 11,9 jours de précipitations en janvier et 8,9 jours en juillet. Pour la période 1991-2020, la température moyenne annuelle observée sur la station météorologique la plus proche, située sur la commune de Douai à 23 km à vol d'oiseau, est de 11,0 °C et le cumul annuel moyen de précipitations est de 729,2 mm,. Pour l'avenir, les paramètres climatiques de la commune estimés pour 2050 selon différents scénarios d'émission de gaz à effet de serre sont consultables sur un site dédié publié par Météo-France en novembre 2022.

## Urbanisme

### Typologie
Au 1er janvier 2024, Mœuvres est catégorisée commune rurale à habitat dispersé, selon la nouvelle grille communale de densité à sept niveaux définie par l'Insee en 2022.
Elle est située hors unité urbaine. Par ailleurs la commune fait partie de l'aire d'attraction de Cambrai, dont elle est une commune de la couronne,. Cette aire, qui regroupe 64 communes, est catégorisée dans les aires de 50 000 à moins de 200 000 habitants,.

### Occupation des sols
L'occupation des sols de la commune, telle qu'elle ressort de la base de données européenne d'occupation biophysique des sols Corine Land Cover (CLC), est marquée par l'importance des territoires agricoles (94,6 % en 2018), une proportion identique à celle de 1990 (94,6 %). La répartition détaillée en 2018 est la suivante : 
terres arables (94,6 %), zones urbanisées (5,4 %). L'évolution de l'occupation des sols de la commune et de ses infrastructures peut être observée sur les différentes représentations cartographiques du territoire : la carte de Cassini (XVIIIe siècle), la carte d'état-major (1820-1866) et les cartes ou photos aériennes de l'IGN pour la période actuelle (1950 à aujourd'hui).

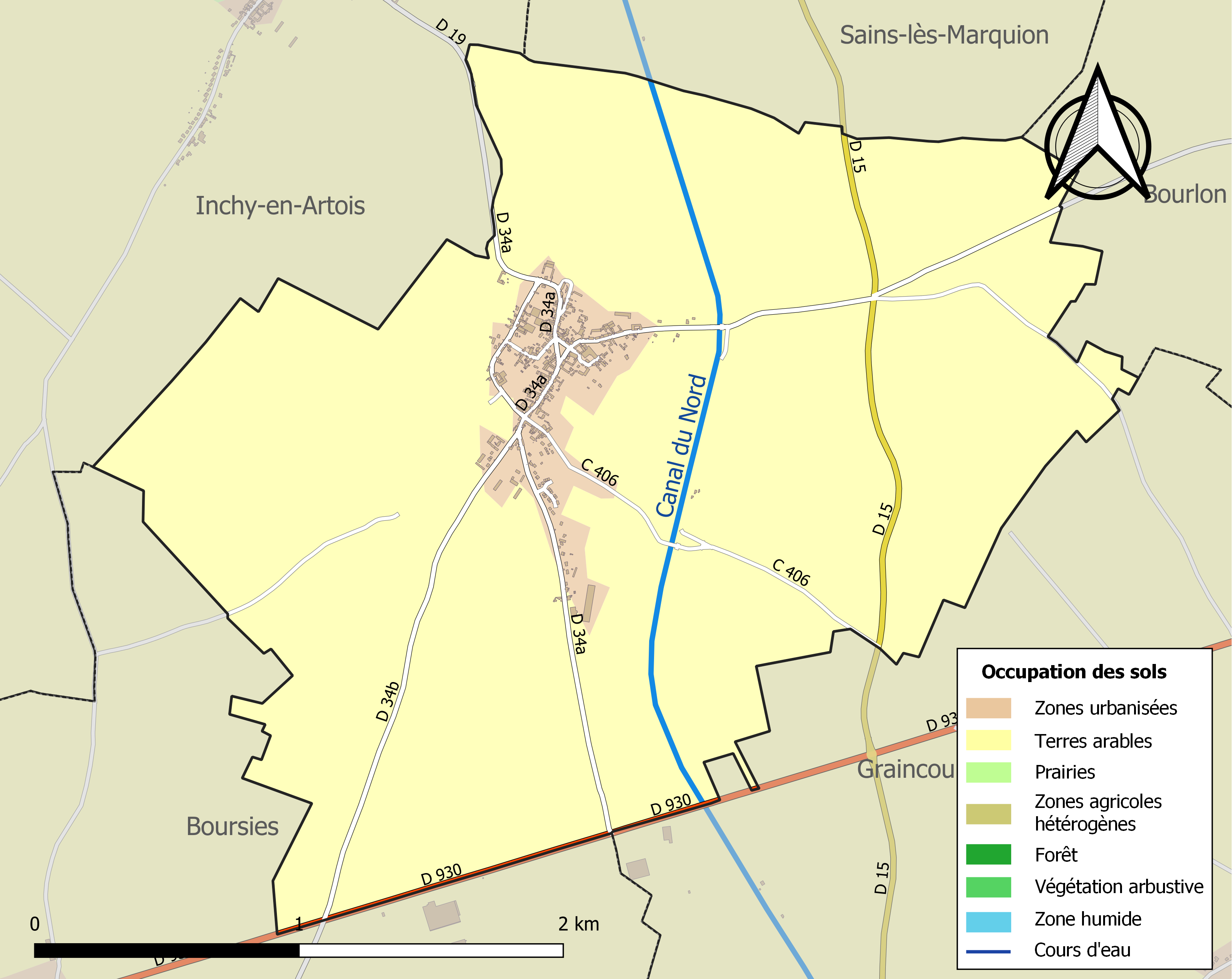
Carte des infrastructures et de l'occupation des sols de la commune en 2018 (CLC).

### Voies de communication et transports
La commune est desservie par le réseau de transports urbains de la Communauté d'agglomération de Cambrai appelé TUC (Transports Urbains du Cambrésis), par la ligne 15,.

## Histoire

### Protohistoire
Cette partie de la région connait une occupation humaine au moins depuis la fin de la dernière glaciation.

Les archéologues, par exemple lors de fouille faisant suite au diagnostic réalisé du 9 mars au 17 avril 2009 dans le cadre du projet de Canal Seine-Nord) ont découvert à Bourlon et sur le territoire de la commune des preuves d'habitat et d'agriculture pour la période allant du IVe siècle avant notre ère, et plus encore pour la fin de la période gauloise (fin du Ier siècle avant notre ère). Les restes archéologiques ont cependant été fortement dégradé par les labours successifs. Sur les 150 hectares de la future zone portuaire de Marquion, les archéologues de l'INRAP ont trouvé plusieurs habitats conservés dans le limon depuis la fin de la période néolithique (IIIe millénaire avant notre ère). Des tombes de l'âge du bronze ont aussi été trouvées, de même que des restes d'enclos circulaires à tumulus (plus de 40 m de diamètre pour le plus grand), avec de nombreux restes d'habitations de la même époque sur le site.
Plusieurs vestiges plus récents (âge du Fer) tels que bâtiments agricoles, monument funéraire aristocratique, nécropoles et chemins ont aussi été trouvés, antérieurs à une villa gallo-romaine (plus de 200 m de long sur 100 m de large) équipée de thermes.

### Première Guerre mondiale

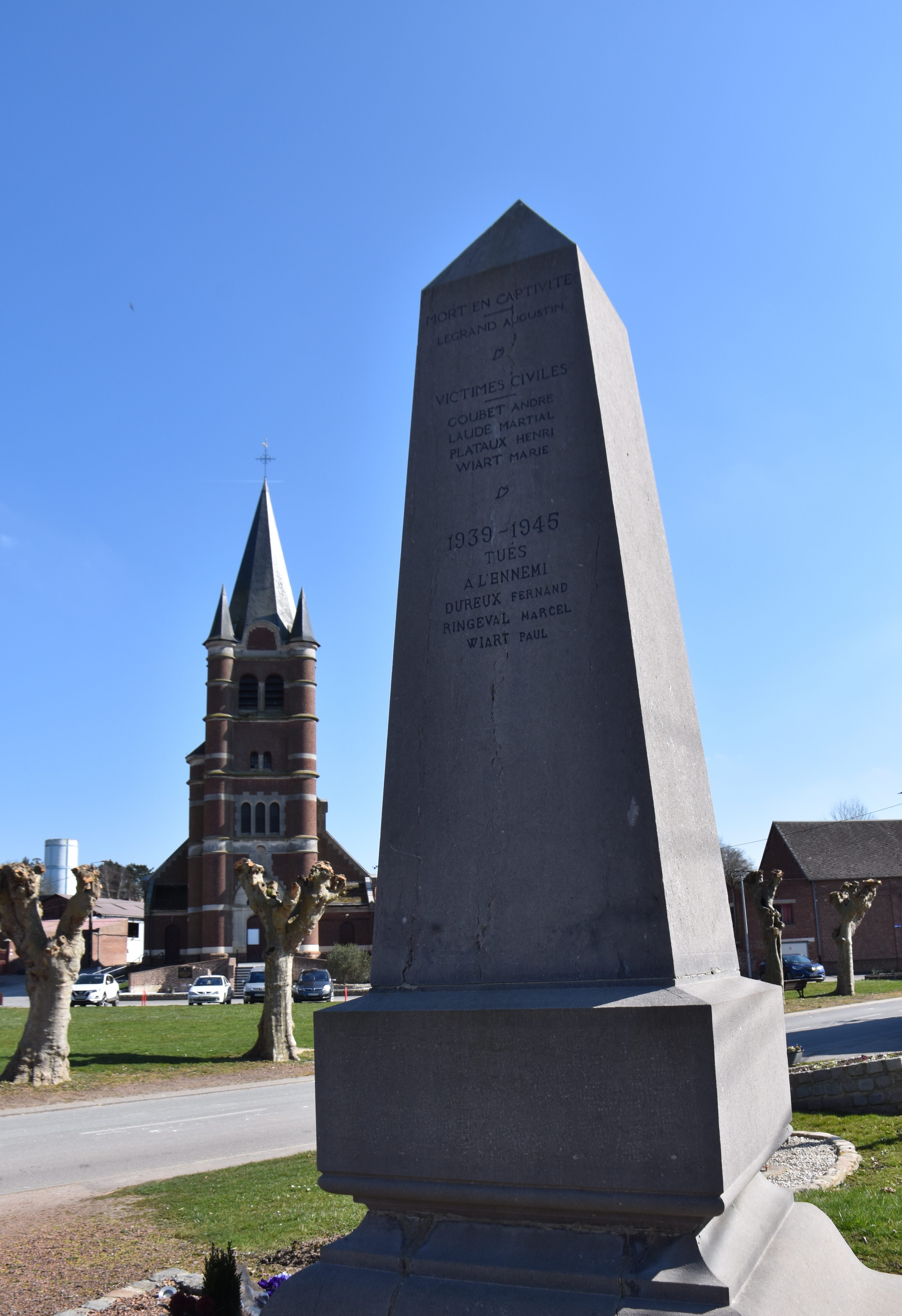
le monument aux morts.

La commune a été très touchée par les combats de la Bataille de Cambrai lors de la Première Guerre mondiale, parce que stratégiquement située près du Canal du Nord, sur la ligne Hindenburg.
Après guerre, elle a été classée en « zone rouge ».
La reconstruction s'est accompagné d'un long travail de déminage et désobusage car de nombreuses munitions non-explosées étaient présentes. On en trouve encore, notamment lors des travaux des champs et de génie civil

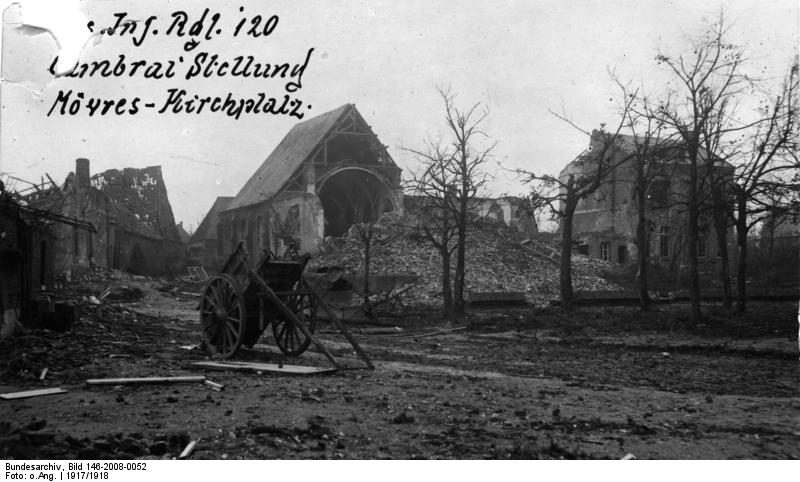
Centre dévasté de la commune de Mœuvres, fin 1917
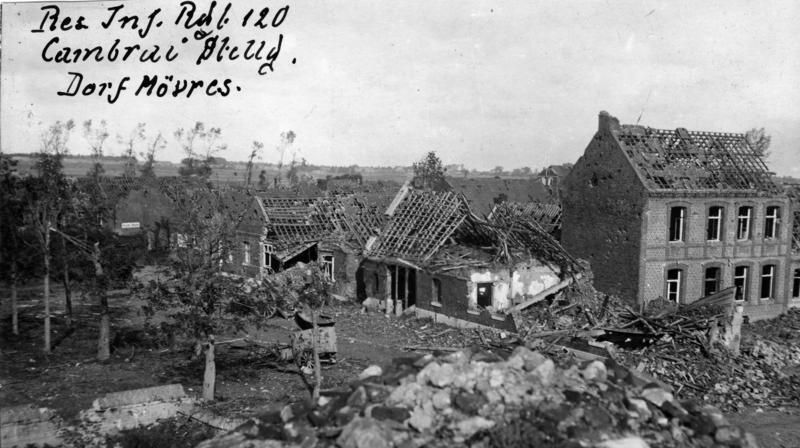
Maisons en ruine, Mœuvres, fin 1917
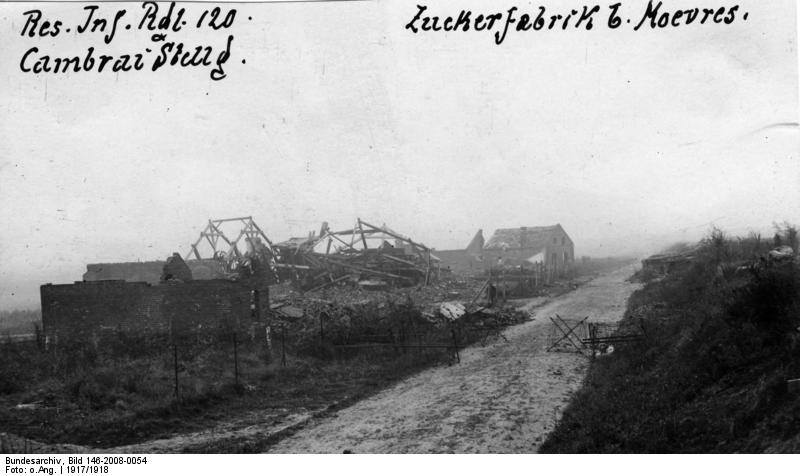
Route barrée et ruines, fin 1917
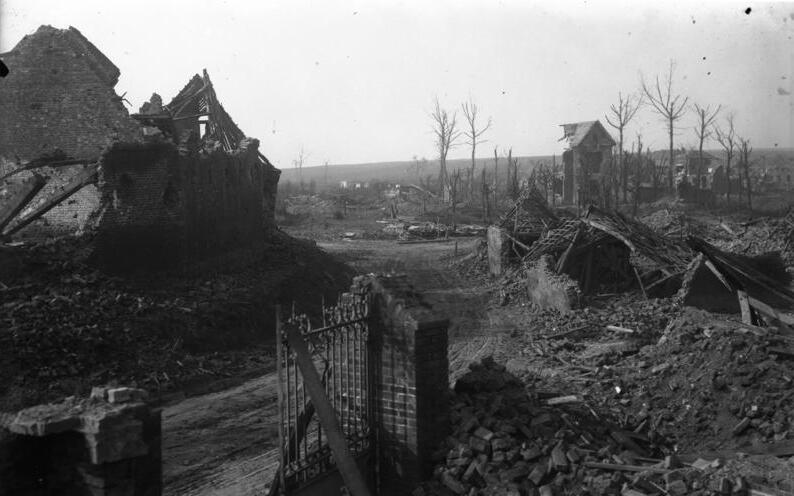
Mœuvres en 1918

## Héraldique
|  | Les armes de Mœuvres se blasonnent ainsi : "De gueules à deux chevrons d'argent." |

## Politique et administration

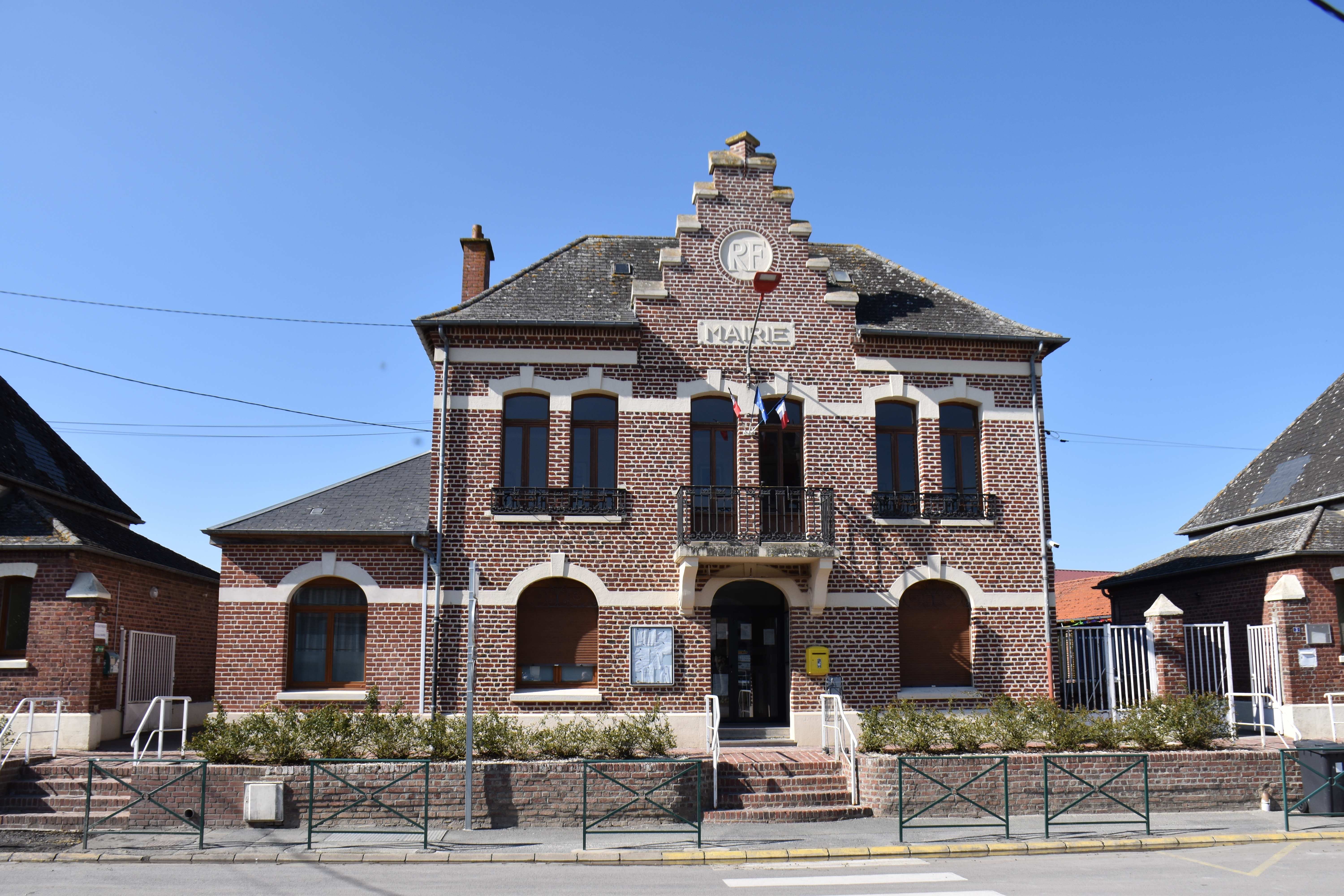
La mairie en 2025.

Maire en 1802-1803 : Charles Blary.
Maire en 1807 : Bricout.

Maire en 1881 : Foulon.
| Période                                  | Période   | Identité                                    | Étiquette | Qualité |
| ---------------------------------------- | --------- | ------------------------------------------- | --------- | ------- |
| mars 2001                                | mars 2014 | Anne-Marie Duchemin                         |           |         |
| mars 2014                                | en cours  | Gérard Sétan Réélu pour le mandat 2020-2026 |           |         |
| Les données manquantes sont à compléter. |           |                                             |           |         |

## Population et société

### Démographie

#### Évolution démographique
L'évolution du nombre d'habitants est connue à travers les recensements de la population effectués dans la commune depuis 1793. Pour les communes de moins de 10 000 habitants, une enquête de recensement portant sur toute la population est réalisée tous les cinq ans, les populations de référence des années intermédiaires étant quant à elles estimées par interpolation ou extrapolation. Pour la commune, le premier recensement exhaustif entrant dans le cadre du nouveau dispositif a été réalisé en 2006.

En 2022, la commune comptait 493 habitants, en évolution de +7,41 % par rapport à 2016 (Nord : +0,51 %, France hors Mayotte : +2,11 %).
| 1793 | 1800 | 1806 | 1821 | 1831 | 1836 | 1841 | 1846 | 1851 |
| ---- | ---- | ---- | ---- | ---- | ---- | ---- | ---- | ---- |
| 692  | 666  | 765  | 814  | 897  | 883  | 895  | 903  | 848  |

| 1856 | 1861 | 1866 | 1872 | 1876 | 1881 | 1886 | 1891 | 1896 |
| ---- | ---- | ---- | ---- | ---- | ---- | ---- | ---- | ---- |
| 868  | 880  | 900  | 869  | 858  | 881  | 878  | 856  | 801  |

| 1901 | 1906 | 1911 | 1921 | 1926 | 1931 | 1936 | 1946 | 1954 |
| ---- | ---- | ---- | ---- | ---- | ---- | ---- | ---- | ---- |
| 827  | 790  | 817  | 537  | 610  | 536  | 502  | 460  | 442  |

| 1962 | 1968 | 1975 | 1982 | 1990 | 1999 | 2006 | 2011 | 2016 |
| ---- | ---- | ---- | ---- | ---- | ---- | ---- | ---- | ---- |
| 431  | 411  | 400  | 382  | 447  | 452  | 475  | 431  | 459  |

| 2021 | 2022 | - | - | - | - | - | - | - |
| ---- | ---- | - | - | - | - | - | - | - |
| 489  | 493  | - | - | - | - | - | - | - |

#### Pyramide des âges
La population de la commune est relativement jeune.
En 2018, le taux de personnes d'un âge inférieur à 30 ans s'élève à 41,4 %, soit au-dessus de la moyenne départementale (39,5 %). À l'inverse, le taux de personnes d'âge supérieur à 60 ans est de 18,1 % la même année, alors qu'il est de 22,5 % au niveau départemental.
En 2018, la commune comptait 247 hommes pour 227 femmes, soit un taux de 52,11 % d'hommes, largement supérieur au taux départemental (48,23 %).
Les pyramides des âges de la commune et du département s'établissent comme suit.
| Hommes | Classe d’âge | Femmes |
| ------ | ------------ | ------ |
| 0,0    | 90 ou +      | 2,1    |
| 4,0    | 75-89 ans    | 5,6    |
| 10,9   | 60-74 ans    | 14,0   |
| 16,5   | 45-59 ans    | 17,1   |
| 25,8   | 30-44 ans    | 21,4   |
| 18,4   | 15-29 ans    | 17,1   |
| 24,5   | 0-14 ans     | 22,8   |

| Hommes | Classe d’âge | Femmes |
| ------ | ------------ | ------ |
| 0,5    | 90 ou +      | 1,4    |
| 5,3    | 75-89 ans    | 8,1    |
| 14,8   | 60-74 ans    | 16,2   |
| 19,1   | 45-59 ans    | 18,4   |
| 19,5   | 30-44 ans    | 18,7   |
| 20,7   | 15-29 ans    | 19,1   |
| 20,2   | 0-14 ans     | 18     |

## Lieux et monuments
- L'église Saint-Géry.
- Le monument aux morts.

## L'église Saint-Géry

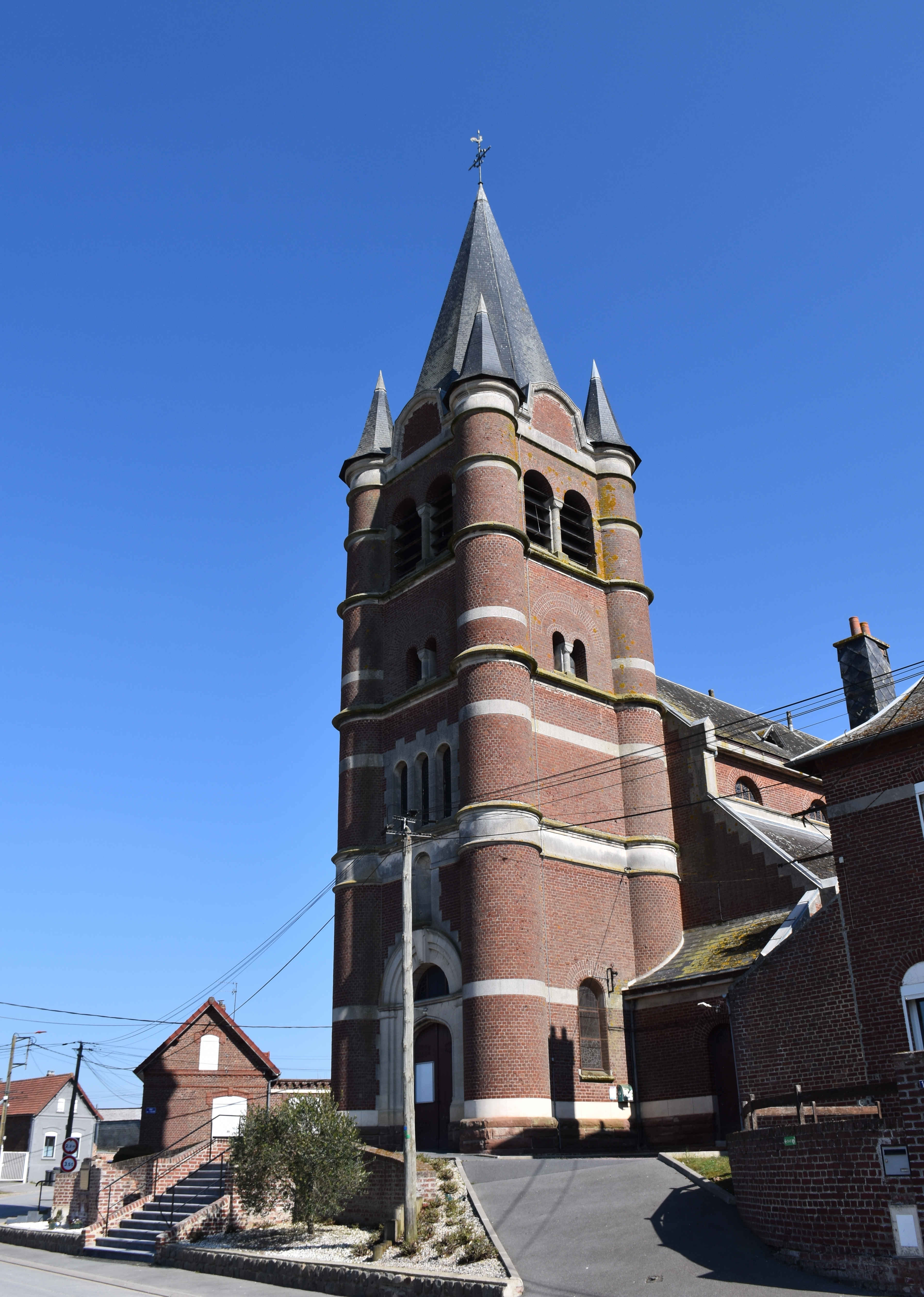
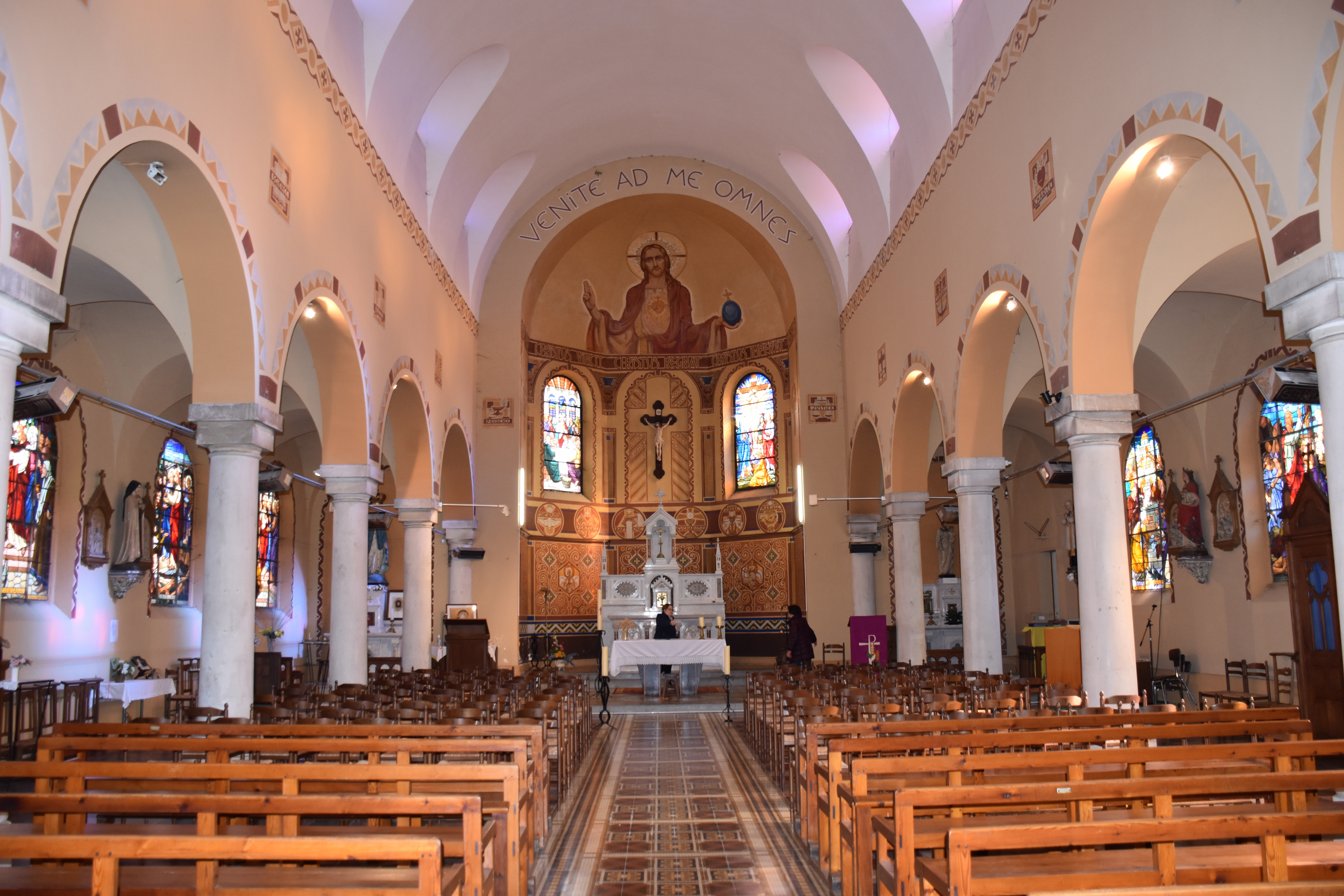
La nef.
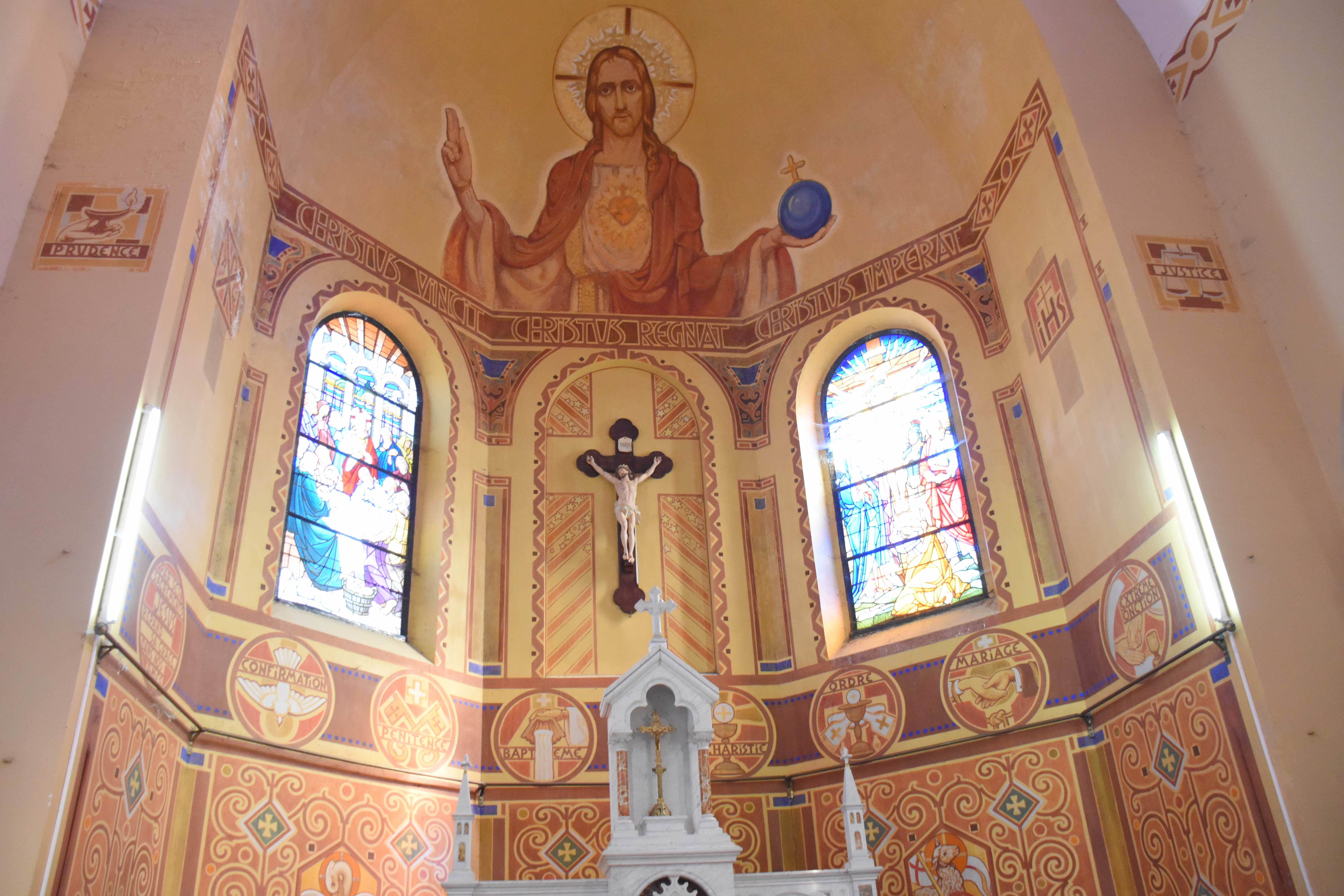
La choeur.
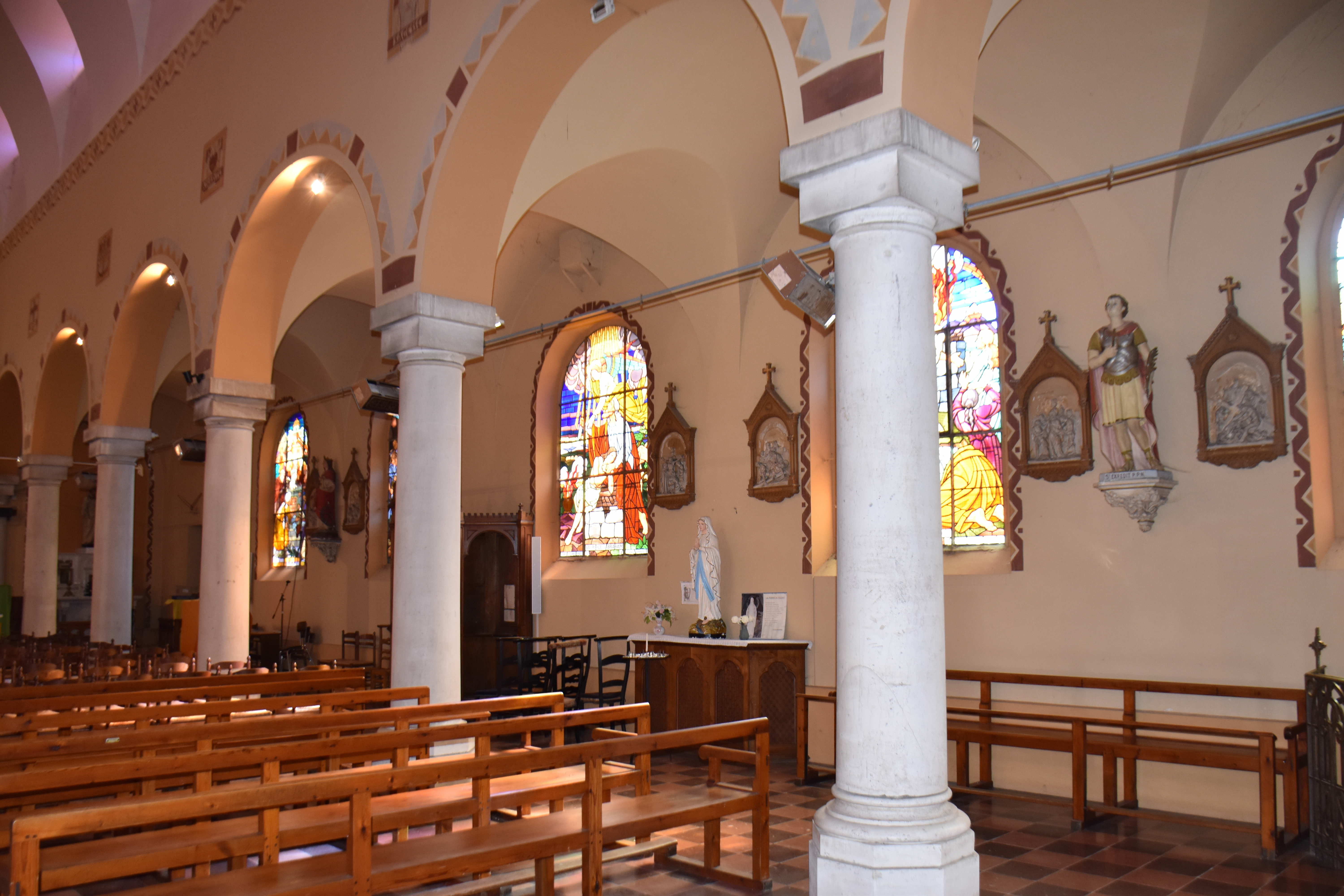
Le bas-côté sud.
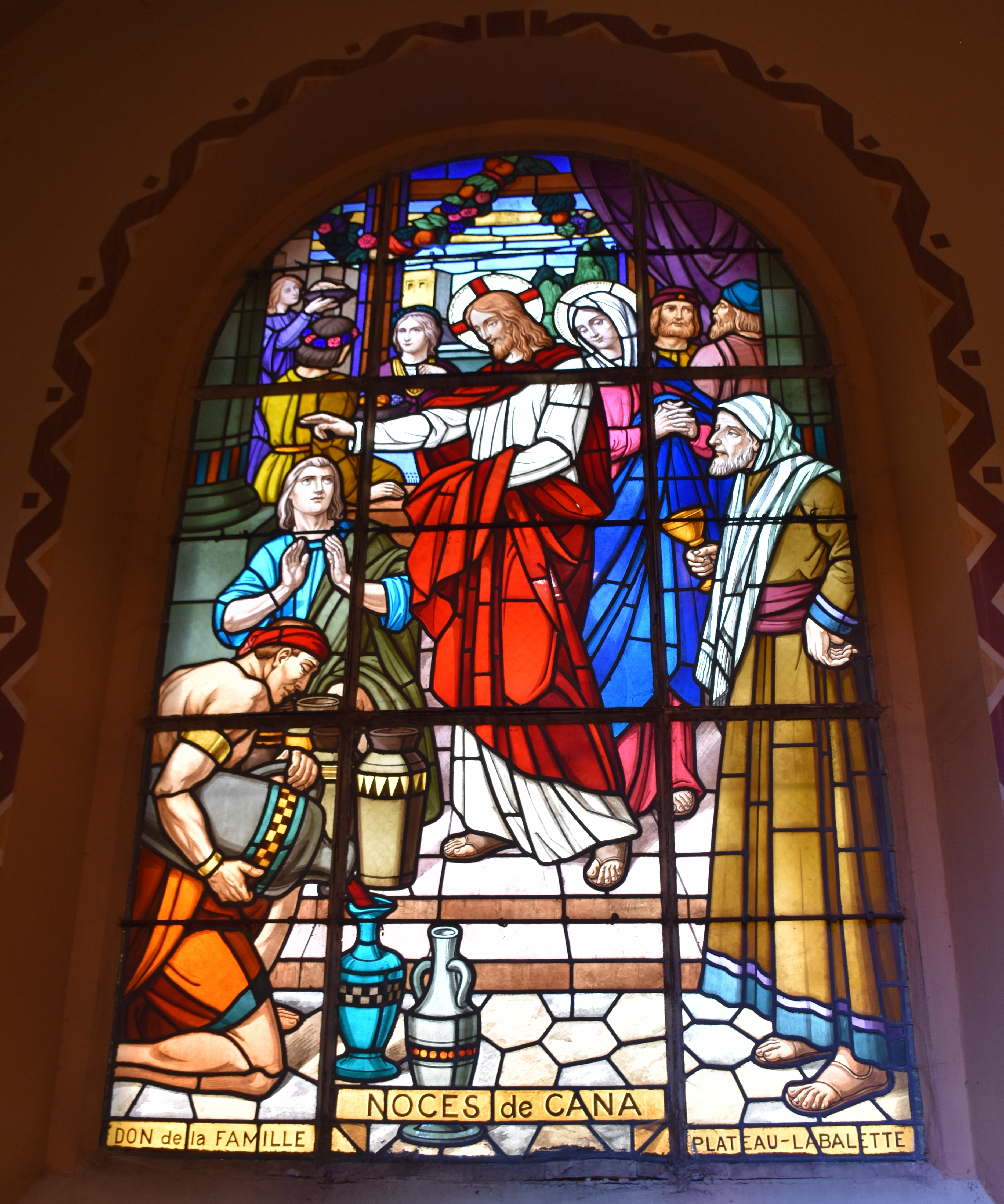
Vitrail Les noces de Cana.
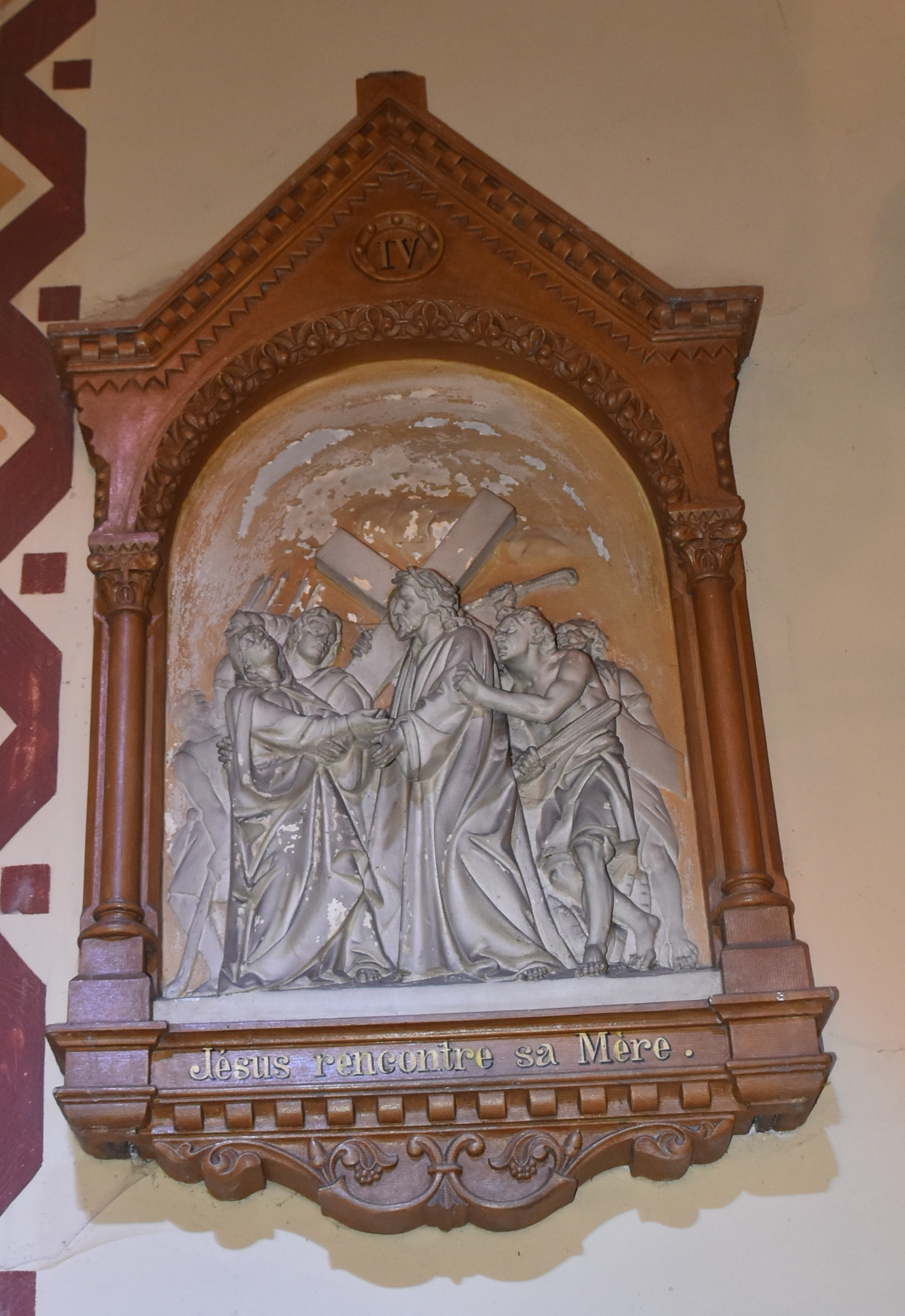
Chemin de croix - 4è station.

## Pour approfondir